# Dünwald
Dünwald – dawna gmina w Niemczech, w kraju związkowym Turyngia, w powiecie Unstrut-Hainich.
Do gminy należały następujące dzielnice (Ortsteil):
- Beberstedt
- Hüpstedt
- Zaunröden

1 stycznia 2023 gmina została zlikwidowana. Dzielnica Zaunröden została przyłączona do gminy Unstruttal, a dzielnice Beberstedt oraz Hüpstedt przyłączono do miasta Dingelstädt w powiecie Eichsfeld.